# Орд (річка)
Орд — одна з найбільших річок Західної Австралії. Річка має 35 приток. Активно використовується в іригації та енергетиці. Витік річки Орд знаходиться біля підніжжя гори Веллс, що є частиною хребта Альберт-Едвард. Згодом річка протікає в східному напрямку через Національний парк Пурнулулу, після чого бере курс на північ, протікаючи через озеро Аргайл, яке є найбільшим водосховищем прісної води на материковій частині Австралії. Впадає в затоку Жозеф-Бонапарт в Тиморському морі. Загальна довжина річки 320 км, а площа басейну— 46 100 км².
Річка вперше була досліджена в 1879 році мандрівником Олександром Форрестом та названа ним на честь Гарі Орда, губернатора штату Західна Австралія у 1877–1880 рр. у 1963 році на річці була споруджена зрошувальна система, яка згодом була розширена: в тому числі, в червні 1972 року відбулося офіційне відкриття греблі Орд-Рівер, яка використовується для підтримки рівня води в озері Аргайл.